# Socialhögskolan i Lund
Socialhögskolan i Lund är en institution inom Samhällsvetenskapliga fakulteten vid Lunds universitet.

## Historik
Socialhögskolan i Lund etablerades 1947, då under namnet Sydsvenska socialinstitutet. År 1964 omvandlades institutet till socialhögskola, vilket bland annat innebar att utbildningstiden förlängdes till 3 1/2 år. Socialhögskolan integrerades i Lunds universitet 1977.

## Utbildning
Socialhögskolan har ungefär 130 anställda och 1 200 studenter. De flesta av studenterna läser på socionomprogrammet, som ges både i Lund och på Campus Helsingborg. På institutionen ges även ett masterprogram, fristående kurser på avancerad nivå, och forskarutbildning.

## Forskning
Flera forskare inom socialt arbete är verksamma vid Socialhögskolan. Forskningen på Socialhögskolan berör områdena: välfärds- och socialpolitik, social barnavård, äldre och åldrande, hemlöshet, brukarmedverkan samt människobehandlande organisationer och välfärdsprofessioner.[källa behövs]